# 非洲军 (西班牙)
非洲军（西班牙語：Ejército de África；阿拉伯语：‎，羅馬化：Al-Jaysh al-Isbānī fī Afriqā），或称摩洛哥军（西班牙語：Cuerpo de Ejército Marroquí）是西班牙自19世纪末至摩洛哥于1956年独立前驻扎在西屬摩洛哥的一支軍團。